# Борьба с неграмотностью в Румынии
Борьба с неграмотностью в Румынии — меры по повышению грамотности населения Социалистической Республики Румынии. Кампания по повышению уровня грамотности началась стараниями Румынской коммунистической партии, которая приняла в 1948 году закон «Об образовании». В течение 6 лет в стране был почти полностью ликвидирован уровень неграмотности.
До Второй мировой войны Румыния была страной с одним из самых низких уровней грамотности в Европе: грамотными насчитывались 43% взрослых людей в 1930-е годы. В октябре 1945 года в стране проживали 4,2 млн. грамотных людей (1,9 млн. мужчин и 2,3 млн. женщин). Кампанию сравнивали с наступательной операцией: помимо простых добровольцев, в кампании участвовали университетские профессора, члены академий, учёные и другие деятели образования, открывавшие школы в деревнях. Грамоте обучали не только детей, которые бросили школу или чьи семьи не имели средств для обучения, но и взрослых (от 14 до 55 лет), которые не получили свидетельство о начальном образовании.